# Stazione di Cosenza
Stazione di Cosenza vasútállomás Olaszországban, Cosenza településen.

## Vasútvonalak
Az állomást az alábbi vasútvonalak érintik:
- Cosenza-Sibari-vasútvonal
- Paola-Cosenza-vasútvonal
- Cosenza-Catanzaro Lido-vasútvonal
- Cosenza-Camigliatello-San Giovanni in Fiore-vasútvonal

## Kapcsolódó állomások
A vasútállomáshoz az alábbi állomások vannak a legközelebb:
- Stazione di Castiglione Cosentino